# Megliadino San Vitale
Megliadino San Vitale là một đô thị thuộc tỉnh Padova vùng Veneto, tọa lạc khoảng 70 km về phía tây nam của Venezia và cách khoảng 35 km về phía tây nam của Padova. Tại thời điểm ngày 31 tháng 12 năm 2004, đô thị này có dân số 2.002 người và diện tích 15,1 km².
Megliadino San Vitale giáp các đô thị: Casale di Scodosia, Megliadino San Fidenzio, Piacenza d'Adige, Santa Margherita d'Adige.